# مارفين غاي
مارفين غاي (2 أبريل 1939 – 1 أبريل 1984) هو مغني أمريكي وكاتب اغاني وموسيقي من اصول أفريقية وقد سيطر لأكثر من عقدين على ساحة الغناء الأفريقي في أمريكا.

## حياته
ولد ونشأ في واشنطن وعاش في طفولته حياة شبه دينية لقد غنى في صغره العديد من الانجلية في الكنيسة التي يعمل بها والده .في فترة المراهقة بدء يخطو نحو الاغاني العلمانية والشبابية

## روابط خارجية
- مارفين غاي على موقع IMDb (الإنجليزية)
- مارفين غاي على موقع الموسوعة البريطانية (الإنجليزية)
- مارفين غاي على موقع روتن توميتوز (الإنجليزية)
- مارفين غاي على موقع ألو سيني (الفرنسية)
- مارفين غاي على موقع ميوزك برينز (الإنجليزية)
- مارفين غاي على موقع رولينغ ستون (الإنجليزية)
- مارفين غاي على موقع تيرنر كلاسيك موفيز (الإنجليزية)
- مارفين غاي على موقع أول موفي (الإنجليزية)
- مارفين غاي على موقع قاعدة بيانات برودواي على الإنترنت (الإنجليزية)
- مارفين غاي على موقع قاعدة بيانات الأفلام السويدية (السويدية)